# Kini and Adams
Kini and Adams es una película dramática burkinesa de 1997 dirigida por Idrissa Ouédraogo. Fue filmada en Zimbabue en inglés.

## Sinopsis
En algún lugar del sur de África, en una enorme región poblada por campesinos pobres, dos amigos sueñan con una vida mejor, lejos de su aldea. Por eso están decididos a marcharse a cumplir sus sueños. Para ello, intentan reparar un viejo auto con repuestos de segunda mano, soportando las burlas de familiares y amigos. Poco a poco, su ímpetu se apaga y también su amistad. En medio de la amargura y celos se convierten en feroces enemigos.

## Elenco
- Vusi Kunene como Kini
- David Mohloki como Adams
- Nthati Moshesh como Aida
- John Kani como Ben
- Netsayi Chigwendere como Binja
- Fidelis Cheza como Tapera
- Sibongile Mlambo como Bongi

## Recepción
Por esta película, Idrissa Ouedraogo fue nominado a la Palma de Oro en el Festival de Cine de Cannes de 1997 y ganó el premio del Jurado en el Festival Internacional de Cine de Bermudas de 1998.